# Вюрцбургский собор

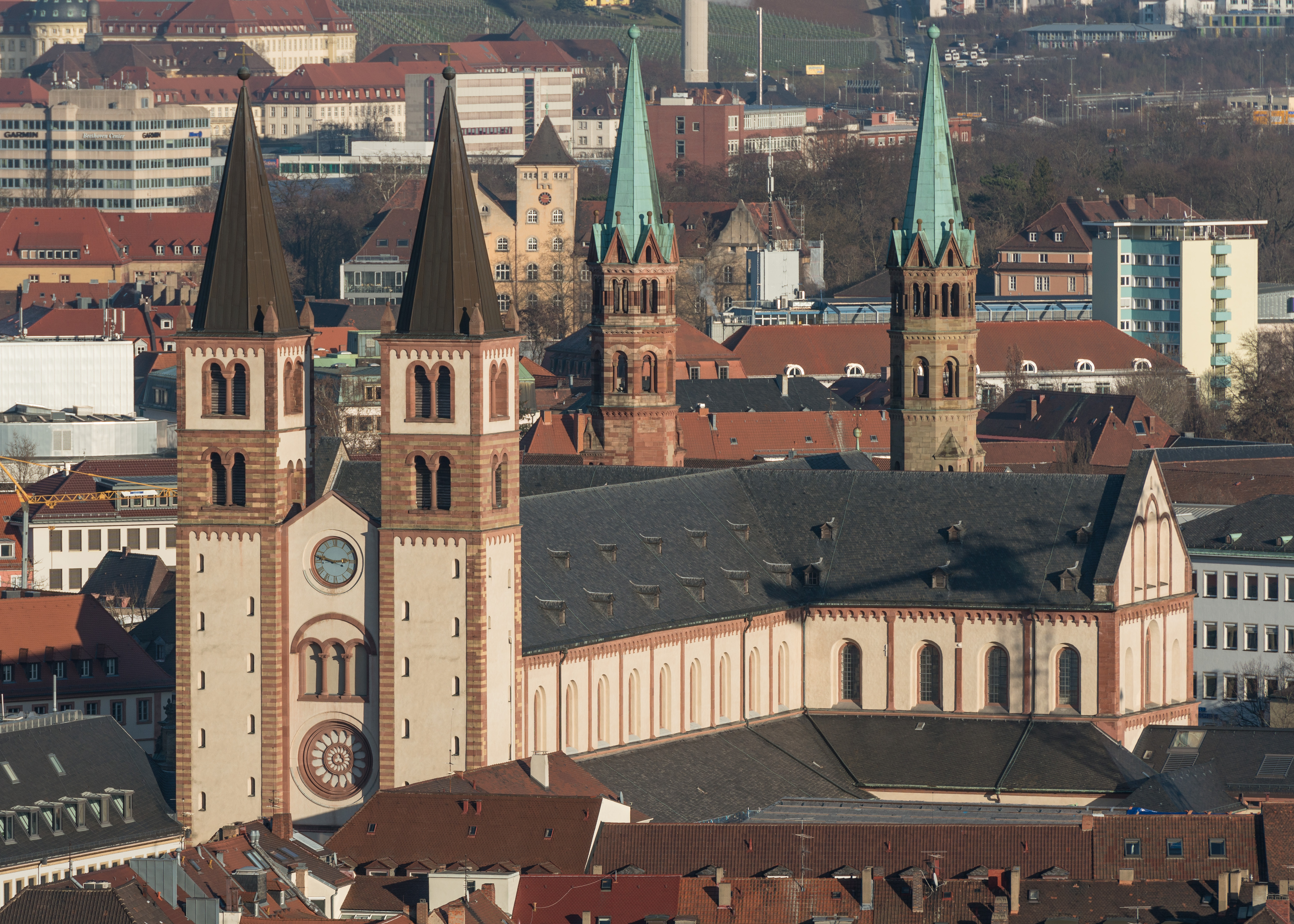
Собор Санкт-Килиан

Вюрцбургский собор Святого Килиана (также собор Санкт-Килиан, нем. Würzburger Dom, St. Kiliansdom zu Würzburg) — один из крупнейших романских соборов Германии, посвящён Святому Килиану.
Строительство собора началось в 1040 году под руководством епископа Бруно на месте, где ранее располагались две церкви, построенные в VIII-IX веках, но уничтоженные пожарами. Закончен собор был в 1075 году преемником Бруно Адальберо. В начале XVI века собор был перестроен в стиле поздней готики, а в 1701 году был украшен лепниной в стиле барокко.
К собору примыкает погребальная капелла владетельного рода Шёнборнов, выстроенная в 1721—1734 гг. по проекту Бальтазара Неймана.
Во время бомбардировки Вюрцбурга 16 марта 1945 года собор сильно пострадал, так что зимой 1946 года рухнул. При реконструкции, затянувшейся на два десятилетия, элементы барокко были заменены на романские. В 1967 году был построен главный орган.